# Lucky Dube
 (juillet 2020).
Si vous disposez d'ouvrages ou d'articles de référence ou si vous connaissez des sites web de qualité traitant du thème abordé ici, merci de compléter l'article en donnant les références utiles à sa vérifiabilité et en les liant à la section « Notes et références ».
Lucky Philip Dube (prononcé doubé) est un chanteur du style reggae sud-africain de reggae né le 3 août 1964 à Ermelo en Afrique du Sud et mort assassiné le 18 octobre 2007 à Rosettenville (en). Il repose près de Newcastle, dans la province de Kwazulu Natal.

## Biographie
Sa mère le surnomme lucky, qui signifie « chanceux » en anglais, car de sa naissance à l'âge de quelques mois, il se bat contre une maladie grave. Selon CNN, ce nom lui aurait été donné parce qu'il est né après une série de fausses couches. Dube signifie « zèbre » en zoulou. Il grandit dans une famille monoparentale, avec son frère Joe.
Il chante son enfance, son vécu, l'histoire, l'Afrique du Sud (situation politique, apartheid), l'Afrique, l'Homme, les problèmes politiques, sociaux, personnels et humains. Il lutte contre les discriminations raciale et ethnique, contre la ségrégation et l'exclusion et en appelle à l'unité entre les hommes.

## Carrière
Lucky Philip Dube profite de ses vacances scolaires pour enregistrer ses premières chansons à 18 ans, avec le groupe The Love Brothers et sortir l'album Lucky Dube and The Supersoul, en 1982, dont il est le chanteur principal. Il n'a ni écrit ni composé les chansons de celui-ci, contrairement aux albums suivants. Sur l'opus suivant, Rastas Never Die, sorti en 1984, Lucky Dube crée l'intégralité de l'album seul, aidé en studio d'un certain Dave pour les effets. Rastas Never Die est un mini album reggae.
Il remporte de nombreux prix au fil de sa carrière, tant à titre personnel que pour certains de ses albums. Aux Ghana Music Awards de 1996, il est l'« Artiste International de l'Année », et aux World Music Awards de Monte Carlo, Serious Reggae Business décroche une récompense pour l'« Album le mieux vendu ».
Lucky Dube a chanté en duo avec des artistes comme Peter Gabriel, Sinead O'Connor, Michael Jackson, Seal, Ziggy Marley, Céline Dion, Sting, etc.

## Croyances et engagement
Lucky Dube affirme croire en l'unicité de Dieu, ne pas fumer et ne pas toucher à l'alcool, tout en respectant les points de vue et la culture de chacun. Il dit : « Si être rasta, c'est d'avoir des dreadlocks, fumer de la ganja et se souler, alors je ne suis pas rasta. Je suis rasta, si être rasta c'est une conviction, une façon "saine" d'être. »
Dans une interview, il dénonce en outre les religieux qui appellent à la violence. Il dit « apprécie[r] l'homme qu['il est] », et dit que One Love est un de ses morceaux phares de Bob Marley, car ce morceau appelle noirs et blancs à vivre paisiblement. Il s'en inspire musicalement. À ses débuts, il reprend "One Love" et "Buffalo Soldier" à l'ouverture de son concert, en 1989, et sur scène, comme Bob Marley, Lucky Dube est toujours entouré de trois choristes.

## Circonstances de sa mort
Il est tué par balles, le 18 octobre 2007, au cours d'une tentative de vol de sa voiture à Rosettenville (en) dans la banlieue de Johannesbourg, vers vingt heures, heure locale. L'artiste est mort sur le coup, touché par les tirs des malfaiteurs devant son fils de 16 ans et sa fille de 15 ans. Le jour-même, un hommage public lui est rendu dans sa ferme, près de Newcastle. Les cinq auteurs présumés sont interpellés dans les jours qui suivent.
Un concert-hommage est organisé à Johannesburg, le 24 octobre 2007. De nombreux artistes, amis et proches s'y succèdent, à l'exemple des Mahotella Queens, trois artistes et reines de mbaqanga, qui chantent puis prennent la parole pour dénoncer l'insécurité dans le pays. Thabo Mbeki, alors président en exercice, lui rend hommage et condamne le meurtre de Lucky Dube, tout en appelant les sud-africains à "agir" en dénonçant une énième fois le fléau accru de la criminalité en Afrique du Sud. Un discours que le chef du gouvernement sud-africain tient avant de s'envoler pour Paris, où se disputait la finale de la Coupe du monde de Rugby, qui opposait le "15 de la Rose" d'Angleterre aux "Springboks" de Bryan Habana, ce dernier qui recevait alors le trophée de son président Mbeki. Par la suite ce fut Gramps Morgan (membre du groupe Morgan Heritage) qui lui rendit hommage dans un morceau intitulé "Always & Forever".

## Discographie
- Lengane Ngeyethu (1981)
- Kudala Ngikuncenga (1982)
- Kukuwe (1983)
- Abathakathi (1984)
- Rastas Never Die (1984)
- Think About The Children (1985)
- Ngikwethembe Na? (1985)
- Help My Krap (1986)
- Umadakeni (1987)
- Slave (1987)
- Together As One (1988)
- Prisoner (1989)
- Captured Live (1990)
- House of Exile (1991)
- Victims (1993)
- Trinity (1995)
- Serious Reggae Business (1996)
- Taxman (1997)
- The Way It Is (1999)
- Africas Reggae King (compilation) (2001)
- The Rough Guide To Lucky Dube (compilation) (2001)
- Soul Taker (2001)
- The Other Side (2003)
- Respect (2006)
- Feel Irie (    )

Album de Lucky Dube